# World Padel Tour 2013
 (décembre 2023).
La mise en forme du texte ne suit pas les recommandations de Wikipédia : il faut le « wikifier ».
Les points d'amélioration suivants sont les cas les plus fréquents :
- Les titres sont pré-formatés par le logiciel. Ils ne sont ni en capitales, ni en gras.
- Le texte ne doit pas être écrit en capitales (les noms de famille non plus), ni en gras, ni en italique, ni en « petit »…
- Le gras n'est utilisé que pour surligner le titre de l'article dans l'introduction, une seule fois.
- L'italique est rarement utilisé : mots en langue étrangère, titres d'œuvres, noms de bateaux, etc.
- Les citations ne sont pas en italique mais en corps de texte normal. Elles sont entourées par des guillemets français : « et ».
- Les listes à puces sont à éviter, des paragraphes rédigés étant largement préférés. Les tableaux sont à réserver à la présentation de données structurées (résultats, etc.).
- Les appels de note de bas de page (petits chiffres en exposant, introduits par l'outil «  Source ») sont à placer entre la fin de phrase et le point final[comme ça].
- Les liens internes (vers d'autres articles de Wikipédia) sont à choisir avec parcimonie. Créez des liens vers des articles approfondissant le sujet. Les termes génériques sans rapport avec le sujet sont à éviter, ainsi que les répétitions de liens vers un même terme.
- Les liens externes sont à placer uniquement dans une section « Liens externes », à la fin de l'article. Ces liens sont à choisir avec parcimonie suivant les règles définies. Si un lien sert de source à l'article, son insertion dans le texte est à faire par les notes de bas de page.
- La présentation des références doit suivre les conventions bibliographiques. Il est recommandé d'utiliser les modèles {{Ouvrage}}, {{Chapitre}}, {{Article}}, {{Lien web}} et/ou {{Bibliographie}}. Le mode d'édition visuel peut mettre en forme automatiquement les références.
- Insérer une infobox (cadre d'informations à droite) n'est pas obligatoire pour parachever la mise en page.

Pour une aide détaillée, merci de consulter Aide:Wikification.
Si vous pensez que ces points ont été résolus, vous pouvez retirer ce bandeau et améliorer la mise en forme d'un autre article.
Navigation
World Padel Tour 2014
Le World Padel Tour 2013 est la première édition du circuit professionnel de padel World Padel Tour, fondé en 2013. Cette édition s'est déroulée tout au long de l'année 2013, regroupant 19 tournois de catégories masculines et féminines.

## Calendrier
Il s'agit de la première édition de ce circuit, circuit professionnel plus structuré et ambitieuxque le Padel Pro Tour dont il prend le relais, et dont la dernière édition s'est déroulée en 2012. Les matchs se déroulent en trois sets gagnants, donc au meilleur de cinq sets.
Le calendrier dévoilé comporte très majoritairement des tournois hispaniques (seize des diz-neuf tournois ont lieu en Espagne), avec deux épreuves en Argentine et une au Portugal.
A la fin de l'année se déroule le Master Final, réunissant les 16 meilleurs joueurs et joueuses de l’année au classement Race du WPT. 
Le calendrier de l'année 2013 est le suivant :
| Tournoi                    | Ville                    | Pays      | Dates                       |
| -------------------------- | ------------------------ | --------- | --------------------------- |
| Murcia Open                | Murcie                   | Espagne   | 8 avril - 14 avril          |
| Sevilla Open               | Séville                  | Espagne   | 6 mai - 12 mai              |
| Cáceres Open               | Cáceres                  | Espagne   | 20 mai - 26 mai             |
| Barcelona Open             | Barcelone                | Espagne   | 3 juin - 9 juin             |
| Madrid Open                | Madrid                   | Espagne   | 17 juin - 23 juin           |
| La Coruña Open             | La Corogne               | Espagne   | 24 juin - 30 juin           |
| Santander Open             | Santander                | Espagne   | 1er juillet - 7 juillet     |
| Puerto de Santa María Open | El Puerto de Santa María | Espagne   | 15 juillet - 21 juillet     |
| Málaga Open                | Malaga                   | Espagne   | 29 juillet - 4 août         |
| Castellón Open             | Castellón de la Plana    | Espagne   | 26 août - 1er septembre     |
| Alicante Open              | La Nucia                 | Espagne   | 9 septembre - 15 septembre  |
| Bilbao Open                | Bilbao                   | Espagne   | 16 septembre - 22 septembre |
| Granada Open               | Grenade                  | Espagne   | 23 septembre - 29 septembre |
| Lisboa Open                | Lisbonne                 | Portugal  | 7 octobre - 13 octobre      |
| Gran Canaria Open          | Santa Lucía de Tirajana  | Espagne   | 21 octobre - 27 octobre     |
| Valencia Open              | Valence                  | Espagne   | 4 novembre - 10 novembre    |
| Buenos Aires Open          | Buenos Aires             | Argentine | 18 novembre - 24 novembre   |
| Villa Carlos Paz Open      | Villa Carlos Paz         | Argentine | 2 décembre - 8 décembre     |
| Madrid Master Final        | Madrid                   | Espagne   | 16 décembre - 22 décembre   |

## Résultats

### Compétition masculine
| Open         |
| Master Final |

| Tournoi                  | Vainqueurs                            | Finalistes                            | Résultat                    | Refs. |
| ------------------------ | ------------------------------------- | ------------------------------------- | --------------------------- | ----- |
| Murcie                   | Fernando Belasteguín Juan Martín Díaz | Juani Mieres Pablo Lima               | 6-3 / 7-6 / 6-3             |       |
| Séville                  | Fernando Belasteguín Juan Martín Díaz | Juani Mieres Pablo Lima               | 4-6 / 7-6 / 6-4 / 6-3       |       |
| Cáceres                  | Fernando Belasteguín Juan Martín Díaz | Maxi Sánchez Sanyo Gutiérrez          | 6-3 / 6-2 / 6-2             |       |
| Barcelone                | Fernando Belasteguín Juan Martín Díaz | Juani Mieres Pablo Lima               | 6-1 / 6-4 / 4-6 / 6-3       |       |
| Madrid                   | Juani Mieres Pablo Lima               | Fernando Belasteguín Juan Martín Díaz | 6-7 / 6-0 / 7-6 / 6-4       |       |
| La Corogne               | Cristián Gutiérrez Matías Díaz        | Juani Mieres Pablo Lima               | 6-7 / 7-6 / 1-6 / 6-3 / 6-3 |       |
| Santander                | Cristián Gutiérrez Matías Díaz        | Juani Mieres Pablo Lima               | 7-6 / 6-1 / 7-5             |       |
| El Puerto de Santa María | Juani Mieres Pablo Lima               | Cristián Gutiérrez Matías Díaz        | 6-3 / 6-2 / 6-3             |       |
| Malaga                   | Fernando Belasteguín Juan Martín Díaz | Juani Mieres Pablo Lima               | 6-4 / 6-4 / 6-4             |       |
| Castellón de la Plana    | Fernando Belasteguín Juan Martín Díaz | Juani Mieres Pablo Lima               | 7-5 / 6-1 / 4-6 / 6-4       |       |
| La Nucia                 | Fernando Belasteguín Juan Martín Díaz | Cristián Gutiérrez Matías Díaz        | 6-3 / 6-4 / 6-4             |       |
| Bilbao                   | Fernando Belasteguín Juan Martín Díaz | Juani Mieres Pablo Lima               | 4-6 / 6-3 / 7-5 / 6-2       |       |
| Grenade                  | Fernando Belasteguín Juan Martín Díaz | Juani Mieres Pablo Lima               | 7-6 / 6-4 / 6-3             |       |
| Lisbonne                 | Fernando Belasteguín Juan Martín Díaz | Juani Mieres Pablo Lima               | 6-3 / 2-6 / 6-3 / 6-4       |       |
| Santa Lucía de Tirajana  | Juani Mieres Pablo Lima               | Miguel Lamperti Maxi Grabiel          | 6-4 / 6-2 / 6-2             |       |
| Valence                  | Maxi Sánchez Sanyo Gutiérrez          | Miguel Lamperti Maxi Grabiel          | 6-3 / 7-5 / 6-4             |       |
| Buenos Aires             | Maxi Sánchez Sanyo Gutiérrez          | Cristián Gutiérrez Matías Díaz        | 4-6 / 7-6 / 6-2 / 6-3       |       |
| Villa Carlos Paz         | Juani Mieres Pablo Lima               | Cristián Gutiérrez Matías Díaz        | 6-7 / 6-1 / 6-2 / ab.       |       |
| Madrid Master Final      | Maxi Sánchez Sanyo Gutiérrez          | Fernando Belasteguín Juan Martín Díaz | 6-7 / 6-1 / 7-6 / ab.       |       |

### Compétition féminine
| Open         |
| Master Final |

| Tournoi                  | Vainqueurs                                | Finalistes                                | Résultat                       | Refs.                          |
| ------------------------ | ----------------------------------------- | ----------------------------------------- | ------------------------------ | ------------------------------ |
| Murcie                   | Tournoi exclusivement masculin            | Tournoi exclusivement masculin            | Tournoi exclusivement masculin | Tournoi exclusivement masculin |
| Séville                  | Tournoi exclusivement masculin            | Tournoi exclusivement masculin            | Tournoi exclusivement masculin | Tournoi exclusivement masculin |
| Cáceres                  | Tournoi exclusivement masculin            | Tournoi exclusivement masculin            | Tournoi exclusivement masculin | Tournoi exclusivement masculin |
| Barcelone                | Mapi Sánchez Alayeto Majo Sánchez Alayeto | Valeria Pavón Cata Tenorio                | 6-2 / 7-5                      |                                |
| Madrid                   | Carolina Navarro Cecilia Reiter           | Patricia Llaguno Elisabet Amatriain       | 3-6 / 7-5 / 6-2                |                                |
| La Corogne               | Tournoi exclusivement masculin            | Tournoi exclusivement masculin            | Tournoi exclusivement masculin | Tournoi exclusivement masculin |
| Santander                | Patricia Llaguno Elisabet Amatriain       | Mapi Sánchez Alayeto Majo Sánchez Alayeto | 4-6 / 6-3 / 6-2                |                                |
| El Puerto de Santa María | Tournoi exclusivement masculin            | Tournoi exclusivement masculin            | Tournoi exclusivement masculin | Tournoi exclusivement masculin |
| Malaga                   | Carolina Navarro Cecilia Reiter           | Patricia Llaguno Elisabeth Amatriain      | 6-2 / 5-7 / 7-6                |                                |
| Castellón de la Plana    | Tournoi exclusivement masculin            | Tournoi exclusivement masculin            | Tournoi exclusivement masculin | Tournoi exclusivement masculin |
| La Nucia                 | Tournoi exclusivement masculin            | Tournoi exclusivement masculin            | Tournoi exclusivement masculin | Tournoi exclusivement masculin |
| Bilbao                   | Patricia Llaguno Elisabet Amatriain       | Carolina Navarro Cecilia Reiter           | 6-1 / 6-4                      |                                |
| Grenade (Espagne)        | Carolina Navarro Cecilia Reiter           | Mapi Sánchez Alayeto Majo Sánchez Alayeto | 6-4 / 7-5                      |                                |
| Lisbonne                 | Tournoi exclusivement masculin            | Tournoi exclusivement masculin            | Tournoi exclusivement masculin | Tournoi exclusivement masculin |
| Santa Lucía de Tirajana  | Tournoi exclusivement masculin            | Tournoi exclusivement masculin            | Tournoi exclusivement masculin | Tournoi exclusivement masculin |
| Valence (Espagne)        | Tournoi exclusivement masculin            | Tournoi exclusivement masculin            | Tournoi exclusivement masculin | Tournoi exclusivement masculin |
| Buenos Aires             | Tournoi exclusivement masculin            | Tournoi exclusivement masculin            | Tournoi exclusivement masculin | Tournoi exclusivement masculin |
| Villa Carlos Paz         | Tournoi exclusivement masculin            | Tournoi exclusivement masculin            | Tournoi exclusivement masculin | Tournoi exclusivement masculin |
| Madrid Master Final      | Icíar Montes Alejandra Salazar            | Patricia Llaguno Elisabet Amatriain       | 6-4 / 4-6 / 6-4                |                                |

## Classement final
Ci-dessous les classements du circuit World Padel Tour à la fin de la saison 2013, après le dernier tournoi.

### Classement individuel masculin
| N.º | Nom                  | Points |
| --- | -------------------- | ------ |
| 1   | Fernando Belasteguín | 7.453  |
| 1   | Juan Martín Díaz     | 7.453  |
| 3   | Pablo Lima           | 5.856  |
| 4   | Juani Mieres         | 5.847  |
| 5   | Sanyo Gutiérrez      | 4.350  |
| 6   | Matías Díaz          | 4.200  |
| 7   | Cristián Gutiérrez   | 4.059  |
| 8   | Maxi Sánchez         | 3.817  |
| 9   | Maxi Grabiel         | 2.967  |
| 9   | Miguel Lamperti      | 2.967  |
| 11  | Sebastián Nerone     | 2.478  |
| 12  | Gabriel Reca         | 2.022  |
| 13  | Paquito Navarro      | 1.844  |
| 14  | Jordi Muñoz          | 1.767  |
| 15  | Adrián Allemandi     | 1.489  |
| 15  | Fernando Poggi       | 1.489  |

### Classement individuel féminin
| N.º | Nom                  | Points |
| --- | -------------------- | ------ |
| 1   | Elisabeth Amatriain  | 6.200  |
| 1   | Patricia Llaguno     | 6.200  |
| 3   | Carolina Navarro     | 6.171  |
| 3   | Cecilia Reiter       | 6.171  |
| 5   | Majo Sánchez Alayeto | 4.943  |
| 5   | Mapi Sánchez Alayeto | 4.943  |
| 7   | Alejandra Salazar    | 4.067  |
| 8   | Icíar Montes         | 4.000  |
| 9   | Catalina Tenorio     | 3.429  |
| 9   | Valeria Pavón        | 3.429  |
| 11  | Marta Marrero        | 1.671  |
| 11  | Nelida Brito         | 1.671  |
| 13  | Paula Eyheraguibel   | 1.543  |
| 14  | Ana Fernández        | 1.414  |
| 14  | Lucía Sainz          | 1.414  |
| 14  | Marta Ortega         | 1.414  |
| 14  | Michele Treptow      | 1.414  |